# 张润黎
张润黎（法語：Lucie Zhang，2000年10月27日—）是一名法国女演员。她的电影处女作《奥林匹亚街区》获得了好评，获得了凯撒电影奖和卢米埃尔奖的提名。

## 早年生活和教育
露西生于巴黎第十三区，父母是中国人，父亲是云南人，母亲是河南人，他们是在单独搬到巴黎后认识的。她有两个弟弟妹妹。他们全家后来搬到了第16区，在凡尔赛大道开了一家餐馆。她在弗朗西斯-普朗克市立音乐学院学习戏剧艺术。她目前正在巴黎第九大学攻读经济管理学位。

## 作品
| 年份 | 片名             | 角色      | 注释 |
| ---- | ---------------- | --------- | ---- |
| 2020 | 《欲望》         |           | 短片 |
| 2021 | 《奥林匹亚街区》 | 艾米莉·王 |      |
| 2023 | 《愚人舞会》     |           |      |

## MV
- 盧瀚霆《深閨》

## 奖项和提名
- 2021年塞维利亚欧洲电影节（英语：Seville European Film Festival）：最佳女演员
- 2022年凯撒电影奖：最佳女新人奖提名
- 2022年卢米埃尔奖：最佳女新人奖提名